# محمد بوضياف
محمد بوضياف ولد في 23 يونيو 1919م مدينة المسيلة (ولاية المسيلة) واغتيل بمدينة عنابة في 29 يونيو 1992م. لقب بالسي الطيب الوطني وهو اللقب الذي أطلق عليه خلال الثورة الجزائرية، يعد أحد كبار رموز الثورة الجزائرية وقادتها والرئيس الرابع للدولة الجزائرية.

## حياته

### ما قبل الثورة
درس محمد بوضياف تعليمه الابتدائي في مدرسة «شالون» بـ بوسعادة، ثم اشتغل بمصالح تحصيل الضرائب بمدينة جيجل، وخلال الحرب العالمية الثانية قاتل في صفوف القوات الفرنسية. انضم إلى صفوف حزب الشعب الجزائري وبعدها أصبح عضوا في المنظمة السرية، وفي أواخر عام 1947 كلف بتكوين خلية تابعة للمنظمة الخاصة في قسنطينة. وفي 1950 حوكم غيابيا مرتين وصدر عليه حكم بثماني سنوات سجنا، وتعرض للسجن في فرنسا مع عدد من رفاقه، وفي عام 1953 أصبح عضوا في حركة انتصار الحريات الديمقراطية.

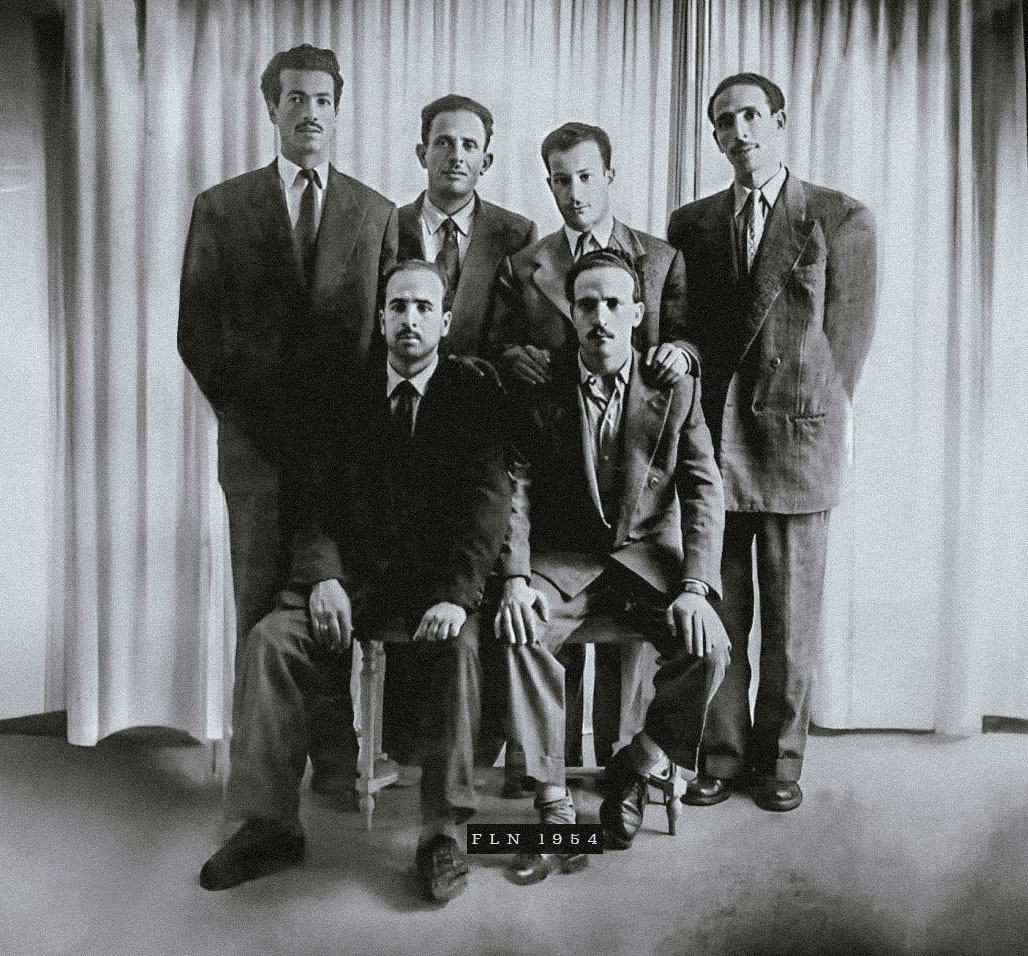
صورة لمجموعة الستة قبل إعلان ثورة نوفمبر 1954 من اليمين إلى اليسار محمد بوضياف، ديدوش مراد، مصطفى بن بولعيد، رابح بيطاط، الجالسين: العربي بن مهيدي وكريم بلقاسم

## خلال الثورة
بعد عودته إلى الجزائر، ساهم محمد بوضياف في تنظيم اللجنة الثورية للوحدة والعمل التي ترأسها وكانت تضم اثنين وعشرين عضوا وهي التي قامت بتفجير ثورة التحرير الجزائرية. وفي 22 أكتوبر 1956، كان رفقة كل من حسين أيت أحمد أحمد بن بلة ومحمد خيضر والكاتب مصطفى الأشرف الذين كانوا على متن الطائرة المختطفة والتي كانت متوجهة من الرباط إلى تونس وقام أفراد أجهزة المخابرات الفرنسية بتغيير مسار الطائرة في الجو واختطافهم وقد عين عام 1961 نائب رئيس الحكومة المؤقتة للجمهورية الجزائرية.

## بعد الاستقلال
بعد حصول الجزائر على استقلالها في 5 يوليو 1962، انتخب في سبتمبر من نفس العام في انتخابات المجلس التأسيسي عن دائرة سطيف لكن ما لبثت أن حدثت خلافات بين القادة الجزائريين، وكان موقف بوضياف أن مهمة جبهة التحرير الوطني قد انتهت بالحصول على الاستقلال، وأنه يجب فتح المجال أمام التعددية السياسية
وفي سبتمبر 1962 أسس محمد بوضياف حزب الثورة الاشتراكية.
وفي يونيو 1963 تم توقيفه وحكم عليه بالإعدام بتهمة التآمر على أمن الدولة، ولكن لم ينفذ فيه الحكم نظراً لتدخل عدد من الوسطاء ونظراً لسجله الوطني، فتم إطلاق سراحه بعد ثلاثة شهور قضاها في أحد السجون بجنوب الجزائر، انتقل بعد ذلك إلى باريس وسويسرا، ومنها إلى المغرب. ومن عام 1972 عاش متنقلا بين فرنسا والمغرب في إطار نشاطه السياسي إضافة إلى تنشيط مجلة الجريدة.
في عام 1979 وبعد وفاة الرئيس هواري بومدين، قام بحل حزب الثورة الاشتراكية وتفرغ لأعماله الصناعية، إذ كان يدير مصنعا للآجر بمدينة القنيطرة في المغرب.

## العودة ورئاسة الدولة
بعد إيقاف المسار الانتخابي وإجبار الرئيس الشاذلي بن جديد على الاستقالة في جانفي 1992، استدعي إلى الجزائر من قبل الانقلابيين الذين لا يريدون أن يظهروا في مقدمة الركح وأرسل إليه صديقه علي هارون، واقتنع بالعرض، ليعود بعد 27 عاما من الغياب عن الساحة الجزائرية، وعندما نزل بالجزائر صرح قائلا: «جئتكم اليوم لإنقاذكم وإنقاذ الجزائر وأستعد بكل ما أوتيت من قوة وصلاحية أن ألغي الفساد وأحارب الرشوة والمحسوبية وأهلها وأحقق العدالة الاجتماعية من خلال مساعدتكم ومساندتكم التي هي سرّ وجودي بينكم اليوم وغايتي التي تمنيّتها دائما». ثم وقع تنصيبه رئيسا للمجلس الأعلى للدولة في 16 يناير 1992 لمجابهة الأزمة التي دخلتها البلاد غداة إلغاء المسار الانتخابي الذي آذن بدخول الجزائر في حرب أهلية. وقد وجد نفسه محاصرا من قبل كبار العسكريين.

## اغتياله
بينما كان يلقي خطابا بدار الثقافة بمدينة عنابة يوم 29 يونيو من نفس العام رمي بالرصاص من قبل أحد حراسه المسمى مبارك بومعرافي، وهو برتبة ملازم.
وظلّت ملابسات الاغتيال غامضة، ويتهم فيها البعض المؤسسة العسكرية في البلاد نظراً لنية بوضياف مكافحة الفساد.
وبعد أقل من أسبوع على اغتياله، شكلت لجنة تحقيق في تلك الجريمة ال سياسية يوم 4 يوليو، لكنها لم تظهر إلا في مناسبة واحدة عندما عرضت شريطا يصور ما حدث لحظة الاغتيال، ثم اختفت بعد ذلك. وتم اتهام بومعرافي رسميا بالاغتيال واعتبر ذلك منه تصرفا فرديا معزولا، وقدم للمحاكمة وحكم عليه بالإعدام، لكنه لم ينفذ فيه

## تخليدا له
سميت عدة مؤسسات باسمه، من أبرزها:
- جامعة محمد بوضياف بالمسيلة.
- جامعة محمد بوضياف للعلوم والتكنولوجيا (وهران).
- مطار محمد بوضياف الدولي بقسنطينة.
- المركب الرياضي محمد بوضياف بالجزائر العاصمة.
- عدة مستشفيات في كل من أم البواقي والبيض وقسنطينة والبويرة وورقلة والعين الصفراء وعين ولمان والخروب وغليزان والطارف.
- دار الثقافة محمد بوضياف في برج بوعريريج
- تكوين المهني محمد بوضياف في المشرية
- عدة ساحات وأحياء وشوارع ومدارس
- بلدية محمد بوضياف والتي كانت تسمى بلدية وادي الشعير سابقا. سميت باسمه تخليدا له عقب اغتياله.

## وصلات خارجية
- محمد بوضياف على موقع الموسوعة البريطانية (الإنجليزية)
- محمد بوضياف على موقع مونزينجر (الألمانية)
- موقع رئاسة الجمهورية الجزائرية